# Чмутина, Наталья Борисовна
Ната́лья Бори́совна Чму́тина (5 [18] декабря 1912 или 18 декабря 1912, Киев — 8 ноября 2005, Киев) — советский архитектор и педагог, Народный архитектор Украинской ССР (1987), почётный академик Украинской академии архитектуры.

## Биография
Родилась 18 декабря 1912 года в Киеве.
В 1936 году окончила архитектурный факультет Киевского строительного института (ныне КНУСА), училась у архитектора И. Каракиса, была сокурсницей В. Некрасова.
В 1947 году окончила аспирантуру Украинского филиала Академии архитектуры СССР.
В 1952 году — кандидат архитектуры.
С 1974 года — профессор Киевского государственного художественного института.
Работала в архитектурно-проектных организациях Киева. Соавтор проекта застройки Крещатика в Киеве, автор проектов ряда общественных и производственных зданий.

## Работы
- Ресторан «Ривьера» на склонах Днепра в Киеве
- Здание Верховного Совета УССР в Киеве — ул. Михаила Грушевского, 5 (в соавторстве с арх. В. И. Заболотным, 1936—1939)
- Ватная фабрика в Армавире (в эвакуации, 1942)
- Восстановление разрушенного здания Верховного Совета УССР в Киеве
- Здание Союза потребительских обществ («Укоопспілка») в Киеве — ул. Крещатик, 9 (совместно с арх. В. И. Заболотным и Я. Л. Красным, 1954—1957)
- Гостиница «Днепр» в Киеве — ул. Крещатик, 1/2 (совместно с арх. В. Д. Елизаровым, В. И. Заболотным и Я. Л. Красным, 1956—1964)
- Гостиница «Тарасова Гора» в Каневе — ул. Шевченко, 2 (совместно с арх. Е. В. Гусевой и др., 1961)
- Гостиница «Лыбедь» в Киеве — пл. Победы, 1 (1970; в соавторстве с A. M. Анищенко, О. К. Стукаловым, Ю. А. Чеканюком,)[3].
- Гостиница «Турист» в Черкассах (1970)
- «Дом мебели» в Киеве (1973)

## Галерея

Здание Верховного Совета Украинской ССР (ныне - Верховная рада Украины)
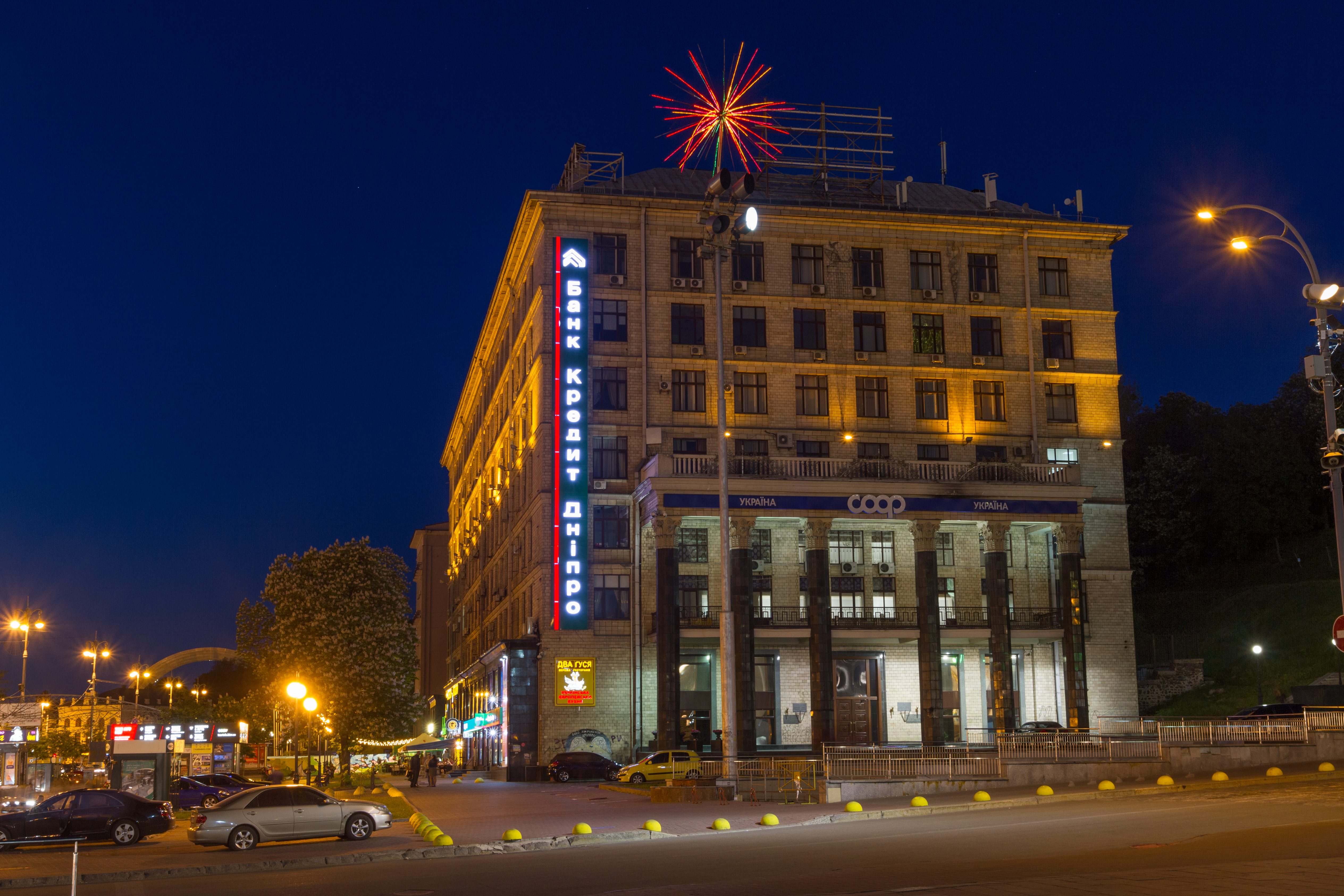
Здание Союза потребительских обществ в Киеве
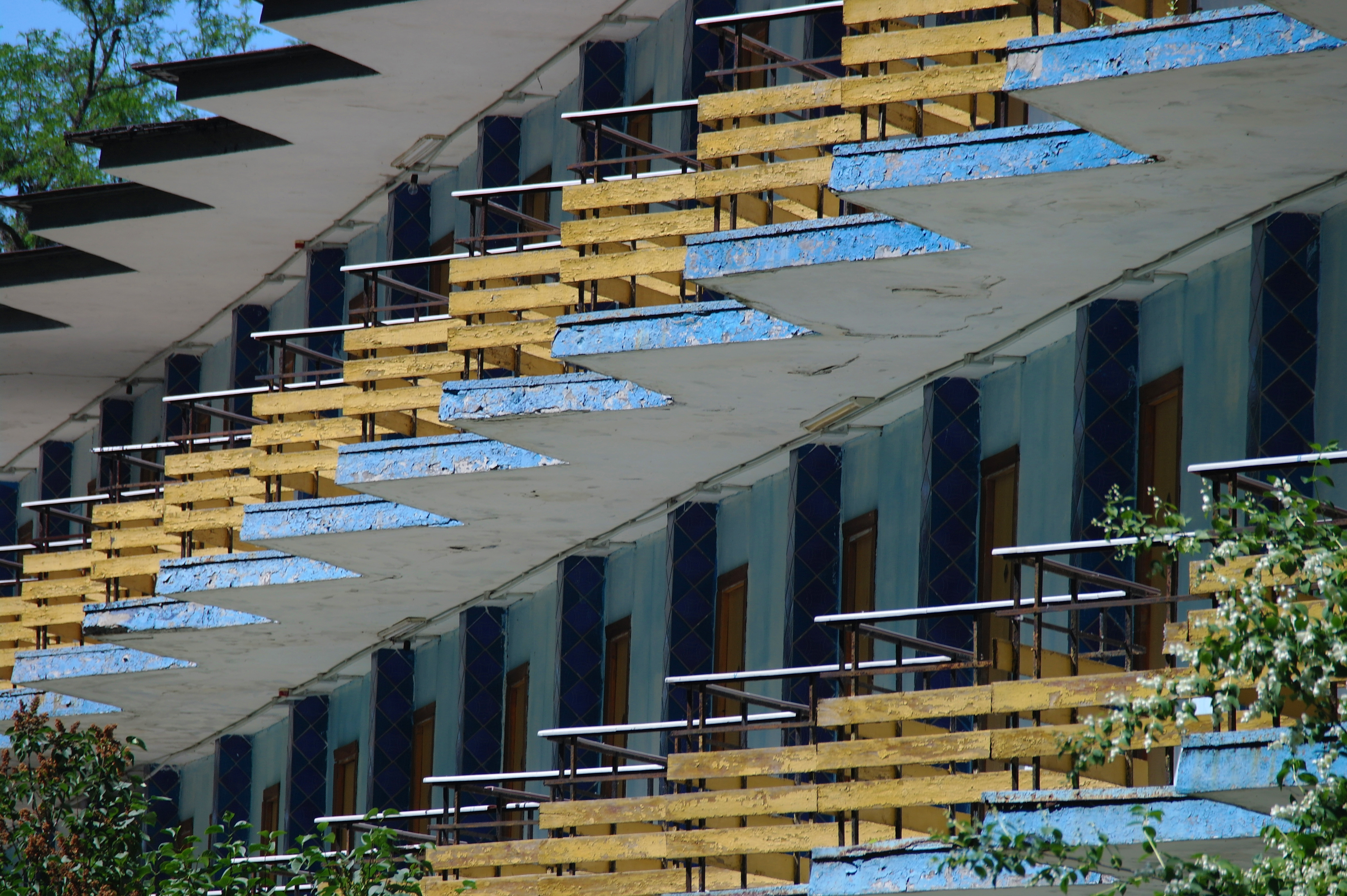
Гостиница «Тарасова Гора» в Каневе
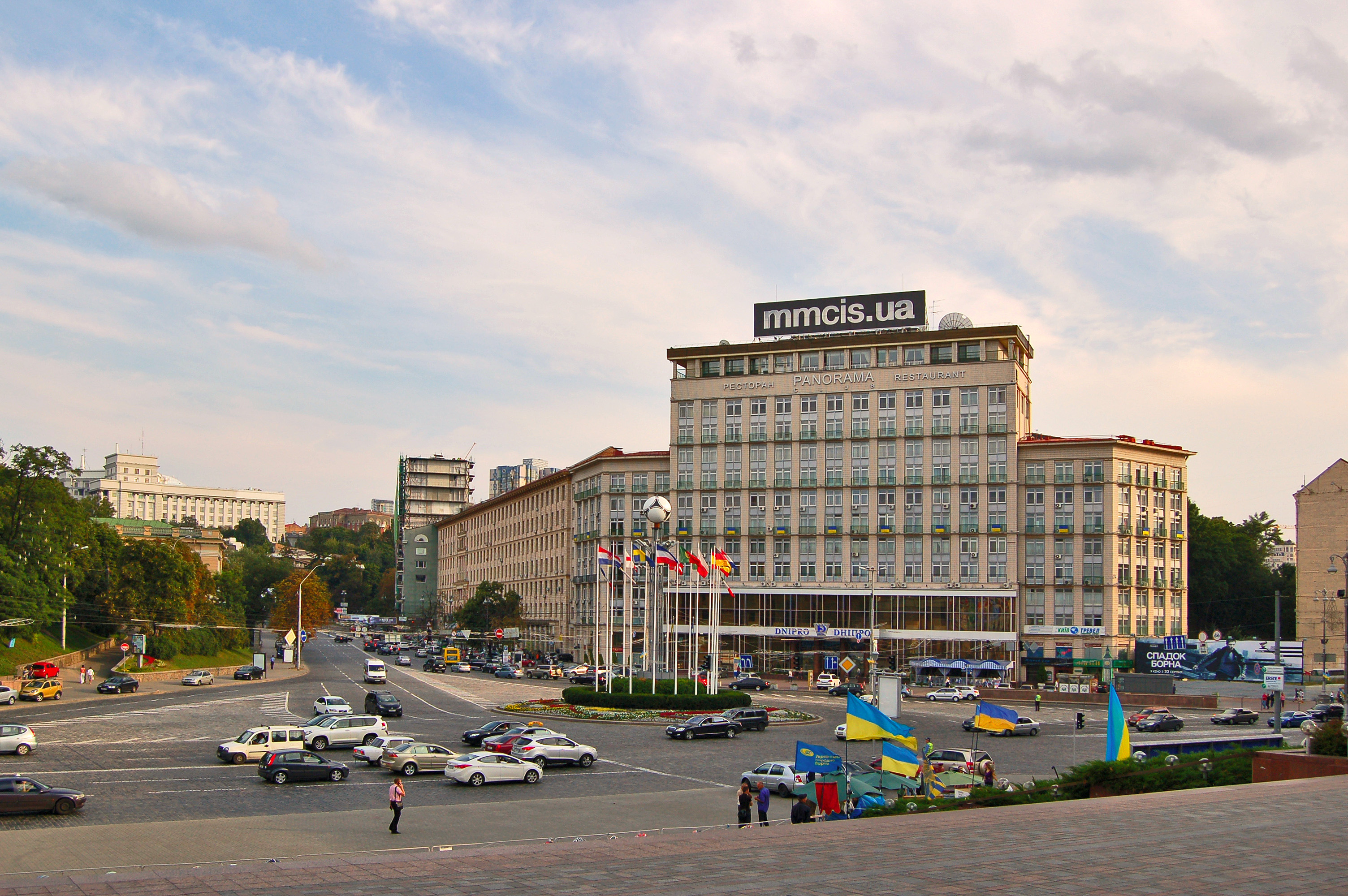
Гостиница «Днепр» в Киеве
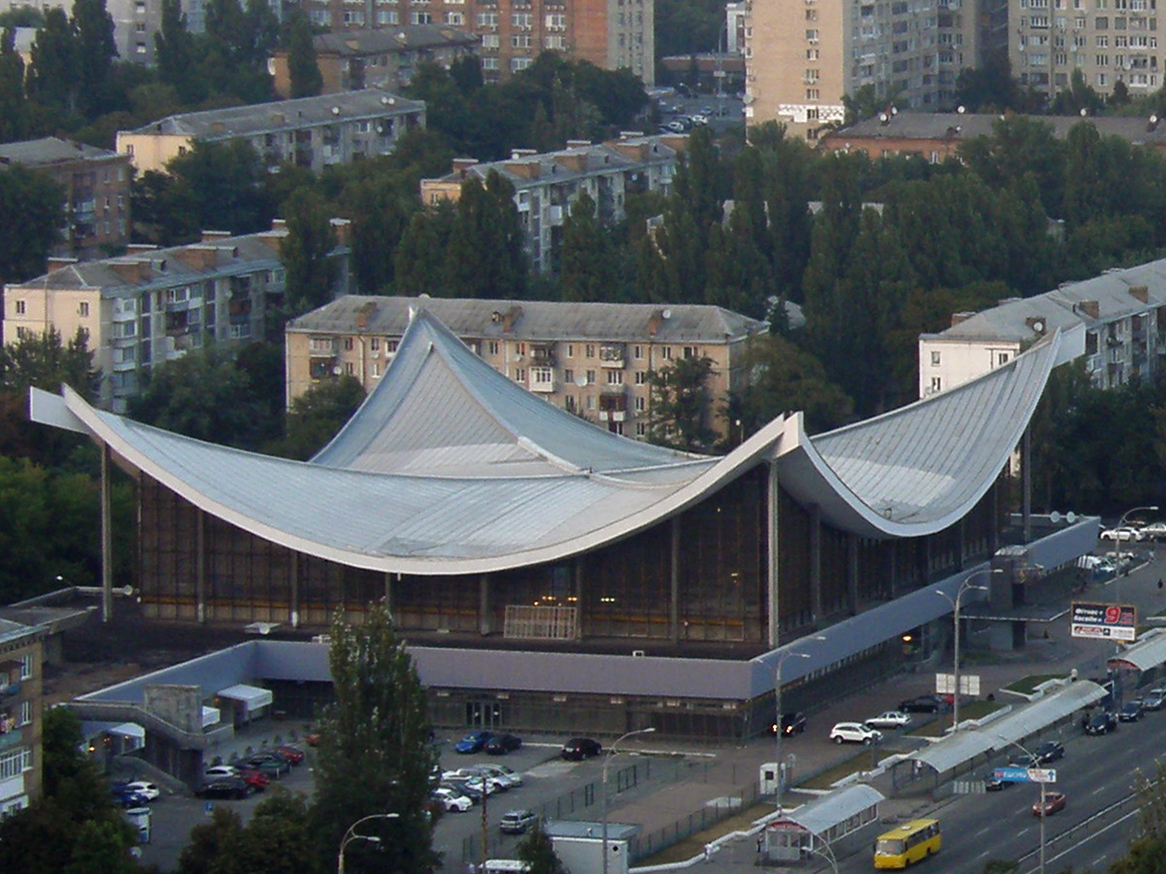
Дом мебели в Киеве
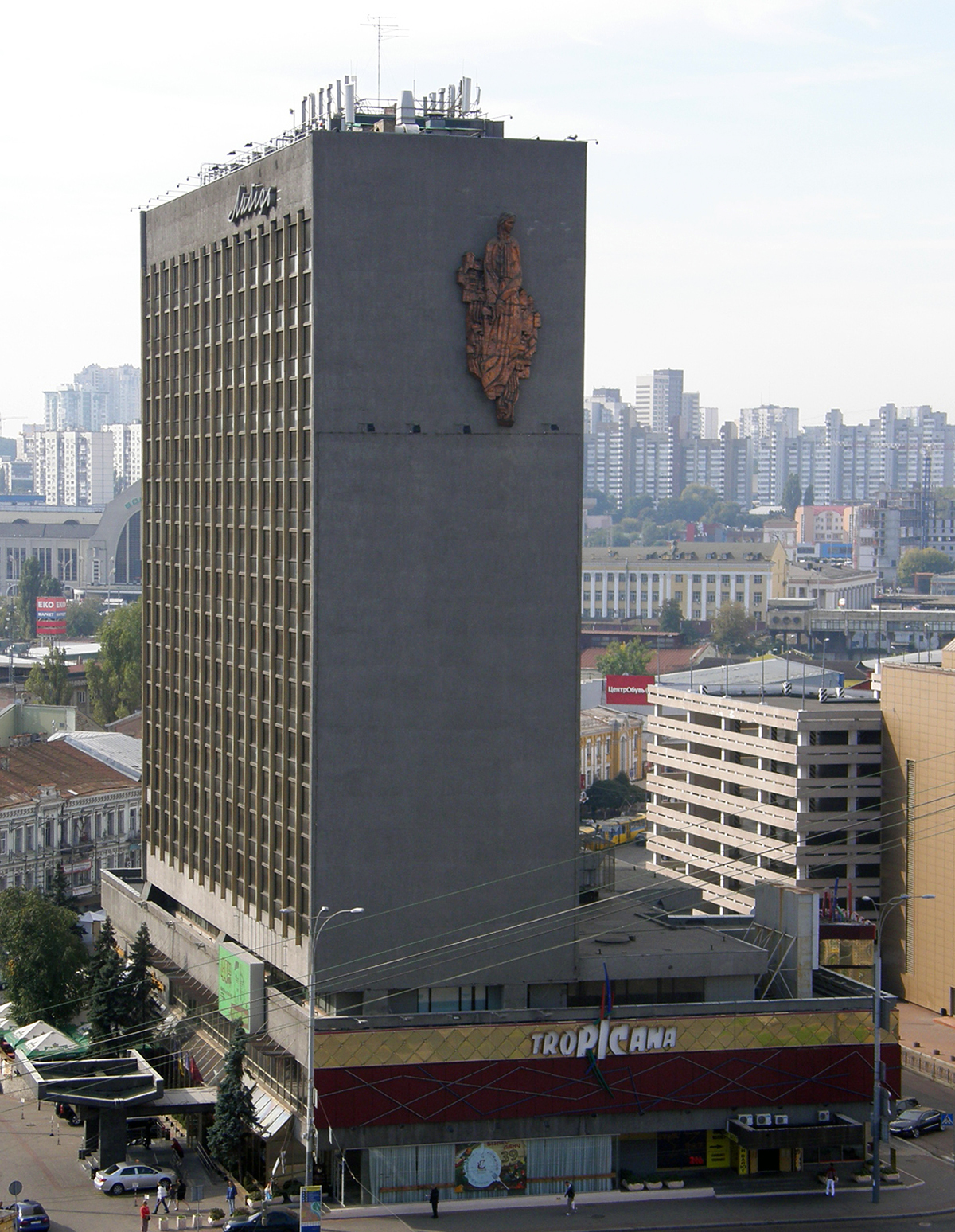
Гостиница «Лыбедь» в Киеве

## Награды и звания
- 1976 — Заслуженный архитектор Украинской ССР;
- 1987 — Народный архитектор Украинской ССР;
- Почётный академик Украинской академии архитектуры.

## Публикации
- Штолько В. Г. Исследование архитектурно-конструктивных решений тентовых покрытий : Автореф. дис. на соиск. учен. степ. канд. архитектуры / Науч. рук. Н. Б. Чмутина; науч. консультант П. М. Сосис ; КИСИ. — Киев : КИСИ, 1967.